# Anthony Holborne
Anthony Holborne (nacido en 1545 - Londres, 29 de noviembre de 1602) fue un intérprete de laúd y compositor inglés.
El compositor era el hermano de William Holborne y se casó con Elisabeth Marten el 14 de junio de 1584. En la portada de sus dos libros, afirma estar al servicio de la reina Isabel.
Como casi todos los músicos isabelinos, fue laudista, pero sobre todo un personaje versátil del ambiente musical de su tiempo. Intérprete de cistro, y también cantante, se distinguió asimismo como uno de los más autorizados y refinados compositores ingleses del siglo XVI.
Sus composiciones se conservan en dos antologías: The Chittham Schoole, de 1597, con 32 piezas para cistro con tablatura francesa y Pauans, Galliards, Almains and other short Aeirs, de 1599, con pavanas, gallardas y algunas composiciones de títulos sugestivos. La producción de Holborne también incluía reelaboraciones de motivos populares y de aires tradicionales.